# Lỗ Lệ công
Lỗ Lệ công (chữ Hán: 魯厲公, trị vì 922 TCN-887 TCN), tên thật là Cơ Trạc (姬擢), là vị quân chủ thứ sáu của nước Lỗ - chư hầu nhà Chu trong lịch sử Trung Quốc.
Cơ Trạc là con trai cả của Lỗ Ngụy công, vị quân chủ thứ năm của nước Lỗ. Năm 923 TCN, Ngụy công mất, Cơ Trạc nối ngôi, tức là Lỗ Lệ công.
Sử ký không ghi rõ những hành trạng của Lỗ Lệ công và sự kiện xảy ra liên quan tới nước Lỗ trong thời gian ông làm vua.
Năm 887 TCN, Lỗ Lệ công mất, trị vì được 36 năm. Em ông là Cơ Cụ lên nối ngôi, tức là Lỗ Hiến công